# Slag bij Little Blue River
De slag bij Little Blue River vond plaats op 21 oktober 1864 in Jackson County, Missouri tijdens de Amerikaanse Burgeroorlog. Deze confrontatie werd gelijktijdig gevoerd met de Tweede slag bij Independence.

## Achtergrond
In de herfst van 1864 had generaal-majoor Sterling Price de opdracht gekregen van luitenant-generaal Edmund Kirby Smith om Missouri te heroveren op het Noorden. Prices eerste doelen waren te sterk verdedigd en trok verder in westelijke richting om de Noordelijke voorraden en buitenposten te veroveren en te vernietigen. De Zuidelijken hoopten dat deze raid ook een negatieve invloed zou hebben op de herverkiezing van Abraham Lincoln.
Na zijn overwinning bij Glasgow zette Price zijn tocht in westelijke richting verder naar Kansas City en Fort Leavenworth. Zijn opmars verliep echter traag waardoor de Noordelijken extra tijd kregen om de verdediging van Missouri te organiseren. Enerzijds wou generaal-majoor William S. Rosecrans in samenwerking met generaal-majoor Samuel R. Curtis de Zuidelijke troepen in een tangbeweging nemen en vernietigen. Door slechte communcatie werd dit plan niet uitgevoerd. Anderzijds ondervond Curtis ook moeilijkheden. Een groot deel van zijn soldaten waren militietroepen uit Kansas die niet in Missouri wilden vechten. Uiteindelijk vertrok een 2.000 man sterke strijdmacht onder leiding van generaal-majoor James G. Blunt naar Lexington. Blunt werd na een felle strijd in Lexington verdreven uit de stad. De volgende dag op 20 oktober betrok Blunt een defensieve slaglinie op de westelijke oever van de Little Blue River op ongeveer 7 km van Independence.

## De slag
Nadat Blunt zijn stellingen op de westelijke oever van de Little Blue River had ingenomen, kreeg hij het bevel van Curtis om met de meeste soldaten onder zijn bevel stellingen in te nemen bij Independence. Een kleine achterhoede onder leiding van kolonel Thomas Moonlight bleef in de stellingen bij de rivier achter. De volgende dag kreeg Blunt echter het tegenbevel dat hij zich opnieuw naar de Little Blue River diende te begeven.
Toen Blunt bij de rivier aankwam, zag hij dat Moonlight het opnam tegen de Zuidelijke voorhoede. De Zuidelijke hoofdmacht arriveerde eveneens op het slagveld en probeerde via alle oversteekplaatsen de vijand aan te vallen. Moonlight bood fel verzet. Blunt leidde zijn mannen in de aanval om de verloren gegane Noordelijke defensieve stellingen te heroveren. In de volgende vijf uren slaagden de Noordelijken erin om de Zuidelijke aanval terug te slaan. Ze verschansten zich achter verschillende stenen muren om de Zuidelijke tegenaanval op te vangen. Uiteindelijk kreeg de Zuidelijke overmacht de overhand. De Noordelijken trokken zich al vechtend terug naar Independence.

## Gevolgen
Hoewel de Noordelijken met man en macht probeerden om in de namiddag van 21 oktober de Zuidelijke opmars te stoppen in de straten van Independence, bleek de Zuidelijke overmacht te groot. De Noordelijken trokken zich terug naar Big Blue River ten westen van het stadje. Hoewel Price zowel bij Little Blue River als bij Independence had gewonnen, werd zijn opmars verder vertraagd waardoor de Noordelijke versterkingen hun stellingen konden innemen.